# أباتيماركو
أباتيماركو (بالإيطالية: Abatemarco)‏ هي قرية صغيرة (فراتسيوني) تابعة لبلدية مونتانو أنتيليا في مقاطعة سلرنو بمنطقة كمبانية، جنوب إيطاليا، في عام 2011 بلغ عدد سكانها 309.